# Fizička meteorologija
Fizička meteorologija proučava fizikalna svojstva i procese Zemljine atmosfere kao sastav zraka i oblaka, zračenja, akustiku, optiku i elektricitet atmosfere.

## Osnovni procesi u atmosferi
Meteorološki su procesi određeni osnovnim zakonima dinamike fluida i termodinamike. Pri tom se atmosfera smatra kontinuumom, što omogućuje da se umjesto promatranja elementarnih čestica (atoma i molekula), koje se nalaze u neprestanom kaotičnom gibanju (Brownovo gibanje), promatraju makroskopske veličine, svojstva stanja atmosfere, kao što su temperatura, gustoća, tlak i brzina gibanja zraka (vjetar), jer se za te veličine mogu odrediti jednadžbe koje opisuju njihove promjene u vremenu i prostoru. Na visinama iznad 100 kilometara atmosfera se više ne može smatrati kontinuumom.

### Toplinski procesi u atmosferi
Atmosferski zrak je smjesa suhog zraka i vodene pare. Sadržaj vodene pare i promjene koje nastaju pri prijelazu vodene pare u tekuće i kruto stanje, odnosno pri prijelazu iz tih stanja u vodenu paru, imaju osobito značenje u atmosferskim procesima. Budući da je količina vodene pare u zraku uvijek malena, to se u mnogim termodinamičkim procesima u atmosferi ne uzima vodena para u obzir, nego se zrak smatra plinskim medijem jedne faze sve dok ne dođe do zasićenja vodenom parom (kondenzacija). Zato se odvojeno razmatra suhi zrak i vlažni zrak koji je zasićen vodenom parom.

### Procesi u suhom zraku
Zrak se u meteorologiji smatra idealnim plinom, to jest plinom u kojemu ne djeluju nikakve kohezijske sile. Za takav plin vrijedi osnovni izraz:
{\displaystyle p\cdot V=m\cdot R\cdot T\,}
gdje je: p - tlak (Pa), V - volumen (obujam u m3) mase m (kg), T - temperatura (K), R - plinska konstanta koja za suhi zrak pri standardnim uvjetima iznosi 287 J/(kg∙K). Nadalje se pretpostavlja da su procesi kvazistatički, to jest da je tlak unutar volumena jednak vanjskom tlaku (što se ostvaruje ako se procesi odvijaju dovoljno polagano). 
Prema prvom zakonu termodinamike vrijedi da je promjena unutrašnje energije Eu zbog dovoda topline dQ:
{\displaystyle \mathrm {d} E_{u}=\mathrm {d} Q-p\cdot \mathrm {d} V}
Već prema tome koje se veličina pri tom ne mijenja, naziva se proces izobarnim (dp = 0), izohornim (dV = 0) ili izotermičkim (dT = 0). U atmosferi su, međutim, najvažniji adijabatski procesi za koje je dQ = 0, to jest nema razmjene topline između promatranog volumena zraka i okoliša. Za adijabatski proces vrijedi:
{\displaystyle {\frac {T}{T_{0}}}=({\frac {p}{p_{0}}})^{\frac {R}{c_{p}}}=({\frac {V_{0}}{V}})^{\frac {R}{c_{V}}}}
odnosno:
{\displaystyle p\cdot V^{\frac {c_{p}}{c_{V}}}=\mathrm {konstantno} }
gdje su: cp i cV specifične topline zraka uz konstantan tlak, odnosno uz konstantni volumen. 
Adijabatski proces se ostvaruje kad se čestica zraka zagrijana prema okolišu slobodno uzdiže u atmosferi. Njena temperatura se mijenja prema gornjem izrazu. Čestica zraka dolazi dizanjem u slojeve nižeg tlaka i manje gustoće, gdje se rasteže, a za savladavanje sila troši svoju unutrašnju energije, što se očituje u smanjenju njezine temperature. Pri tom nema razmjene topline s okolišem. Promjena temperature takve čestice zraka s promjenom visine z određena je izrazom:
{\displaystyle {\frac {\mathrm {d} T}{\mathrm {d} z}}=-\,{\frac {g}{c_{p}}}=-\,\gamma _{a}}
gdje je: g - ubrzanje zemljine sile teže, a γa = 0,98 °C/100 m suhoadijabatski temperaturni gradijent. Analogno se čestica zraka spuštanjem za 100 metara zagrijava za istu temperaturu. 
U meteorologiji je važan parametar potencijalna temperatura Θ, određena kao temperatura koju bi imala čestica zraka kad bi se adijabatski dovela na standardni tlak od 1000 mbar. Prema gornjem izrazu za T0 = Θ i p0 = 1000 mbar slijedi da je potencijalna temperatura:
{\displaystyle \Theta =T\cdot ({\frac {1000}{p}})^{\frac {R}{c_{p}}}}
Za suhi je zrak potencijalna temperatura jednoznačna funkcija entropije. Procesi u kojima se ne mijenja potencijalna temperatura (dakle, ne mijenja se ni entropija) nazivaju se izentropskim procesima, a površine konstantne potencijalne temperature u atmosferi nazivaju se izentropskim površinama. 
Promjena potencijalne temperature s visinom z određena je izrazom:
{\displaystyle {\frac {\mathrm {\delta } \Theta }{\mathrm {\delta } z}}\approx {\frac {\mathrm {\delta } t}{\mathrm {\delta } z}}+\gamma _{a}}
Pri suhoadijabatskim procesima (dQ = 0) potencijalna se temperatura čestica ne mijenja s visinom.

#### Stabilnost atmosfere
Razdioba temperature okoliša Te po visini z u različitim slojevima atmosfere prikazuje se okomitim temperaturnim gradijentom :{\displaystyle \gamma =-\,{\frac {\mathrm {\delta } T_{e}}{\mathrm {\delta } z}}}. Stabilnost atmosfere na nekoj razini određuje se prema ponašanju čestice zraka. Ona se, naime, podignuta na neku razinu može kretati ubrzano ili usporeno, a može ostati na nekoj visini, već prema tome da li se, zbog razlike temperatura čestice zraka i njena okoliša, pojavljuje sila uzgona ili ne. Kad se čestica zraka podiže uvis ili pada, temperatura joj se mijenja prema temperaturnom gradijentu γa, dok u okolišu promjena temperature može biti posve drugačija. Moguća su tri slučaja:
- γ > γa, to jest temperatura u okolišu s visinom z opada više od 0,98 °C/100 m. Ako čestica zraka na ishodnoj razini ima istu temperaturu kao i okoliš, tada će podizanjem na višu razinu temperatura čestice polaganije opadati nego temperatura okoliša, pa će njena gustoća biti manja od gustoće okoliša i čestica će dobiti ubrzanje:

{\displaystyle {\frac {\mathrm {d} ^{2}z}{\mathrm {d} t^{2}}}=g\cdot {\frac {T_{i}-T_{e}}{T_{e}}}}
gdje je: Ti - temperatura čestice, Te - temperatura okoliša, a g - ubrzanje zemljine sile teže. Na slici čestica zraka na početnoj razini gdje djeluje tlak p0 ima temperaturu tA. S podizanjem čestice mijenja joj se temperatura adijabatski (grafički prikaz te promjene je takozvana suha adijabata, pravac II). Na razini s tlakom p1 temperatura je čestice tB, a temperatura okolišnog zraka tC, tako da će se temperaturna razlika (tB - tC) zbog ubrzanja sve više povećavati, pa će u atmosferi postojati povoljni uvjeti da nastanu uzlazne struje koje su tipične za konvekciju (toplinsko strujanje). Ako se čestica premješta prema dolje, njena će temperatura na razini s tlakom p2 biti pD, dok će u okolišnoj atmosferi vladati viša temperatura tE. Takva atmosfera ima svojstvo ubrzanja čestica zraka u smjeru njena početnog gibanja, bilo da se uzdiže bilo da pada, pa se onda govori o labilnoj atmosferi.
- U okolišnoj je atmosferi γ = γa, pa je na svakoj razini na kojoj se nađe čestica zraka: Ti = Te i ρi = ρe, gdje je ρi gustoća čestice zraka, a ρe gustoća okoliša. Stoga čestica ne dobiva nikakvo ubrzanje, pa se govori o suhoindiferentnoj ili neutralnoj atmosferi, odnosno stratifikaciji.

- U okolišnoj je atmosferi γ < γa, to jest temperatura opada za manje od 0,98 °C/100 m. Tada čestica podignuta uvis ima nižu temperaturu od svoga okoliša (tB < tF), a temperatura je čestice spuštene ispod početne razine viša od temperature okoliša (tD > tG), pa se čestica usporuje i nakon prestanka djelovanja vanjskih sila vraća se u početni položaj, bez obzira da li je pomaknuta uvis ili prema dolje. To je suhostabilna stratifikacija atmosfere.

Posebno su važne pojave izotermije (γ = 0) i inverzije (γ < 0). Tada stabilna stratifikacija praktički onemogućuje okomita gibanja u atmosferi i premještanje zračnih slojeva. U dane sa stabilnom stratifikacijom nakupljaju se u najdonjim slojevima atmosfere onečišćenja nastala emisijom zagađivača (polutanata) s tla (štetni plinovi, krute čestice), što pri tlu može znatno povećati koncentraciju onečišćenja. Obrnuta pojava nastaje pri labilnoj stratifikaciji.

## Procesi u vlažnom zraku
Vlažni zrak je smjesa suhog zraka i vodene pare, te za njega vrijedi jednadžba stanja:
{\displaystyle p\cdot V=m\cdot R_{s}\cdot T\cdot (1+0,608\cdot s)}
što se svodi na jednadžbu stanja suhog zraka, ako je plinska konstanta vlažnog zraka određena izrazom:
{\displaystyle R=R_{s}\cdot (1+0,608\cdot s)}
gdje je: s - specifična vlaga. U vezi s faktorom (1 + 0,608∙s) određuje se takozvana virtuelna temperatura Tv:
{\displaystyle T_{v}=T\cdot (1+0,608\cdot s)=T+\Delta \,T_{v}}
gdje je: ΔTv - virtuelni dodatak. Budući da je plinska konstanta za vlažni zrak veća nego za suhi, pri istoj je temperaturi i tlaku vlažni zrak rjeđi od suhoga. Virtuelna temperatura je ona temperatura pri kojoj je pri istom tlaku gustoća suhog zraka jednaka gustoći vlažnog zraka. 
Ako je zrak vlažan i nije zasićen vodenom parom, promjene će temperature praktički biti jednake kao i u suhom zraku, pa će se temperatura čestice zraka i tada mijenjati po suhoj adijabati.
Temperatura vlažnog zasićenog zraka mijenja se mokroadijabatski, što se bitno razlikuje os suhoadijabatskog procesa. Nakon što se pri dizanju čestice zraka, zbog hlađenja, vodena para kondenzira (zasićenje vodenom parom), na kondenzacijskoj se razini, pri daljem dizanju čestice, oslobađa latentna toplina kondenzacije (oko 2 500 kJ pri kondenzaciji 1 kg vodene pare), pa se temperatura čestice zraka sporije smanjuje. Tada se krivulja promjene temperature čestice zraka naziva mokrom adijabatom, a gradijent γma mokroadijabatskim gradijentom. Vrijednost mokroadijabatskog gradijenta zavisi od temperature i tlaka: na primjer na razini s tlakom od 600 mbar za temperature od - 30 °C do + 30 °C iznosi od 0,882 do 0,303 °C/100 m.
Ako je čestica zraka zasićena vodenom parom, iznad kondenzacijske razine valja stabilnost atmosfere promatrati s obzirom na γma. Pri tom su moguća također 3 slučaja:
- γ > γma vlažnolabilna,
- γ = γma vlažnoindifirentna ili vla\nostabilna i
- γ < γma vlažnostabilna atmosfera.